# Freddie (Sänger)

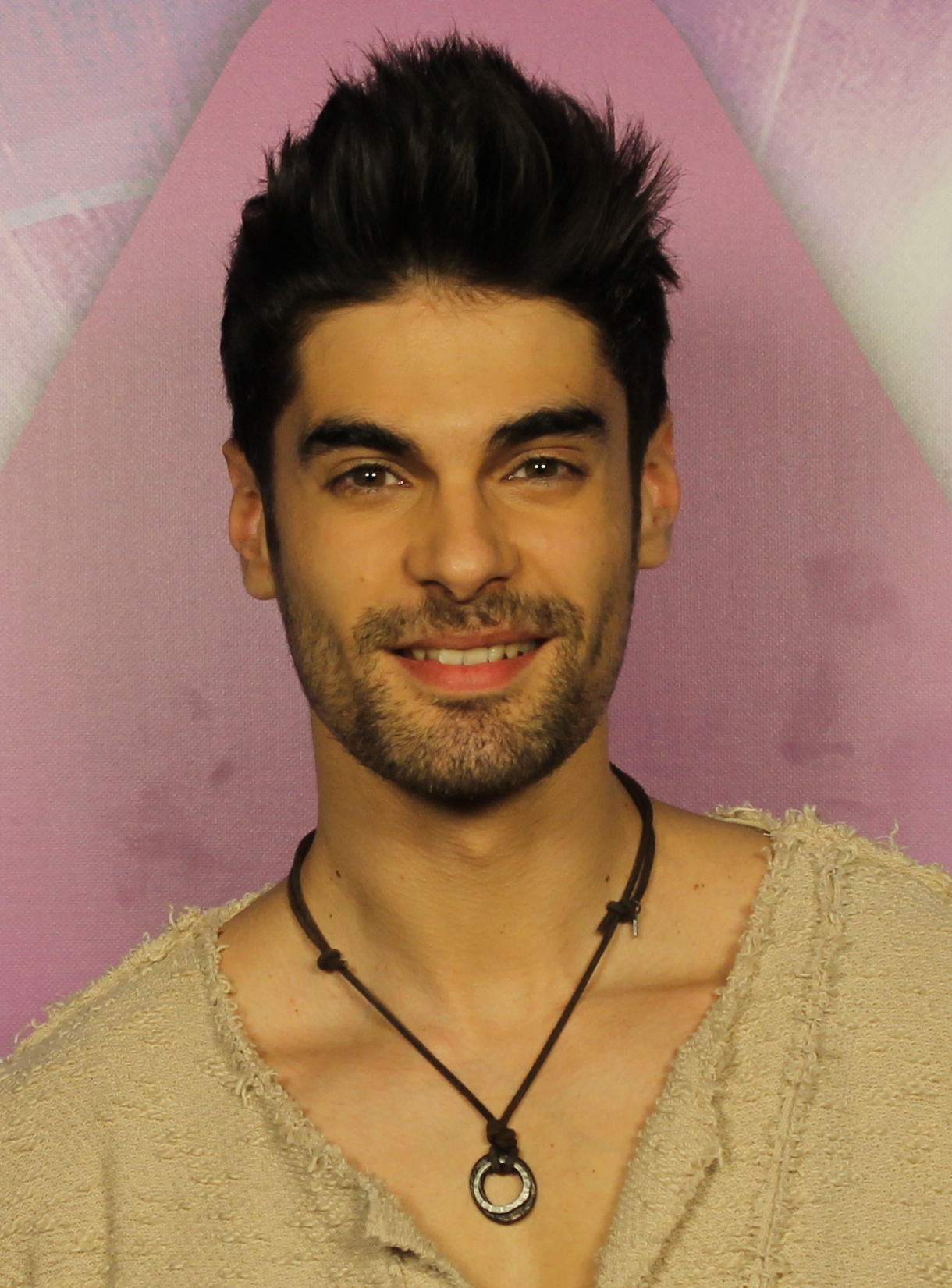
Freddie (2015)

Gábor Alfréd Fehérvári (* 8. April 1990 in Győr), besser bekannt unter seinem Künstlernamen Freddie, ist ein ungarischer Sänger. Er vertrat Ungarn beim Eurovision Song Contest 2016, nachdem er sich im Finale des Vorentscheids A Dal als Sieger durchgesetzt hatte, und errang Platz 19.

## Karriere
Freddie wurde in Ungarn erstmals bekannt, nachdem er in der ungarischen Version von Rising Star im ersten Jahr 2014 den vierten Platz erreicht hatte. Zuvor hatte er bereits in Bands gesungen und Gitarre gespielt. Beim A Dal 2016 setzte er sich im ersten Viertelfinale mit seinem Lied Pioneer als Erster durch, was er im zweiten Halbfinale wiederholte. Schließlich belegte er am 27. Februar auch im Finale den ersten Platz und darf damit sein Heimatland beim Eurovision Song Contest vertreten, wo er sich im ersten Halbfinale für das Finale Mitte Mai qualifiziert hat. Er moderierte den Ungarischen Vorentscheid A Dal in den Jahren 2018 sowie 2019.

## Diskografie

### Alben
- 2016: Pioneer
- 2023: Szabadon

### Singles
- 2015: Mary Joe
- 2015: Neked nem kell
- 2015: Pioneer
- 2016: Na jó, Hello
- 2017: Ez a vihar
- 2017: Csodák
- 2017: Nincsen holnap